# George de Neapole
George (d. 739) a fost duce de Neapole de la 729 până la moarte.
Pe parcursul domniei sale, Ducatul de Neapole a apărat coastele sudului Italiei de la Terracina, la nord de Gaeta, până la Palermo, în extremitatea occidentală a Siciliei.
În prezent, la Terracina se află un monument dedicat ducelui George.